# Salt Lake City
Salt Lake City (pronunciación en inglés: /ˈsɔlt ˈleɪk ˈsɪti/ lit. 'Ciudad del Lago Salado'), a menudo abreviada a Salt Lake o SLC, es la capital y la ciudad más poblada del estado de Utah, Estados Unidos. Con una población estimada de 189 314 habitantes en 2012, la ciudad se encuentra en el núcleo del área metropolitana de Salt Lake City, que tiene una población total de 1 175 905 habitantes; además, se sitúa en una zona urbana mucho mayor conocida como Wasatch Front, que tiene una población de 2 328 299 habitantes. Situada a 1288 m, al sureste del Gran Lago Salado, es una de las dos principales zonas urbanas de la Gran Cuenca (la otra es Reno, Nevada), y la más grande de la zona montañosa del oeste.
La ciudad fue fundada en 1847 por Brigham Young, Isaac Morley, George Washington Bradley y otros seguidores de La Iglesia de Jesucristo de los Santos de los Últimos Días, que irrigaron y cultivaron extensivamente el valle árido. Debido a su proximidad al Gran Lago Salado, la ciudad fue nombrada originalmente "Great Salt Lake City"; la palabra "Great" fue retirada del nombre oficial en 1868 por la 17.ª Legislatura Territorial de Utah.
La inmigración internacional, los auges mineros y la construcción del primer ferrocarril transcontinental del país trajeron inicialmente crecimiento económico, y la ciudad fue apodada Crossroads of the West ("Cruce de caminos del oeste"). Fue atravesada por la autopista Lincoln en 1913, la primera carretera transcontinental de Estados Unidos, y en la actualidad dos grandes autopistas interestatales, I-15 e I-80, cruzan la ciudad. Salt Lake City ha desarrollado una fuerte industria turística de recreación al aire libre, basada sobre todo en el esquí; además, la ciudad fue sede de los Juegos Olímpicos de invierno de 2002. Por otra parte, Salt Lake City es el centro de la banca industrial de los Estados Unidos.

## Historia

### Primer asentamiento europeo
Antes del establecimiento de los europeos hacia el siglo XIX, los Shoshón, los Paiute, y otras tribus de nativos americanos, ya habían habitado en el Valle del Lago Salado desde miles de años atrás.
La primera exploración europea de la que se tiene conocimiento, fue realizada por el misionero franciscano Silvestre Vélez de Escalante y sus hombres aproximadamente en 1776, aunque no se establecieron bases permanentes en ella.
Los primeros colonos que se instalaron en el valle lo hicieron el día 24 de julio de 1847 y eran miembros de La Iglesia de Jesucristo de los Santos de los Últimos Días, más conocidos como mormones. Habían viajado a través de la nación en busca de una zona aislada donde poder practicar su religión, distantes de la persecución que habían afrontado en el Este. Cuando llegaron, su profeta religioso, Brigham Young dijo: "Este es el lugar adecuado", que más tarde fue abreviado simplemente a "Este es el lugar".
En el momento de su fundación, la ciudad era parte del territorio de Alta California, correspondiente a México, y tras la firma del Tratado de Guadalupe Hidalgo en febrero de 1848, el territorio es transferido a los Estados Unidos de América. La cesión forzosa fue consecuencia de la derrota en la guerra de intervención, luego de culminar la ocupación militar de Estados Unidos en la capital de México el 14 de septiembre de 1847.
Tan solo cuatro días después de la llegada al Valle del Lago Salado, Brigham Young designó el sitio para llevar a cabo la construcción de un templo conocido como Templo del Lago Salado, que actualmente es el templo más conocido de La Iglesia de Jesucristo de los Santos de los Últimos Días. Este templo fue construido en una zona llamada la plaza del templo, situada en el centro de la ciudad. Se tardó 40 años en completar el templo, siendo dedicado el día 6 de abril de 1893.

### SigloXX

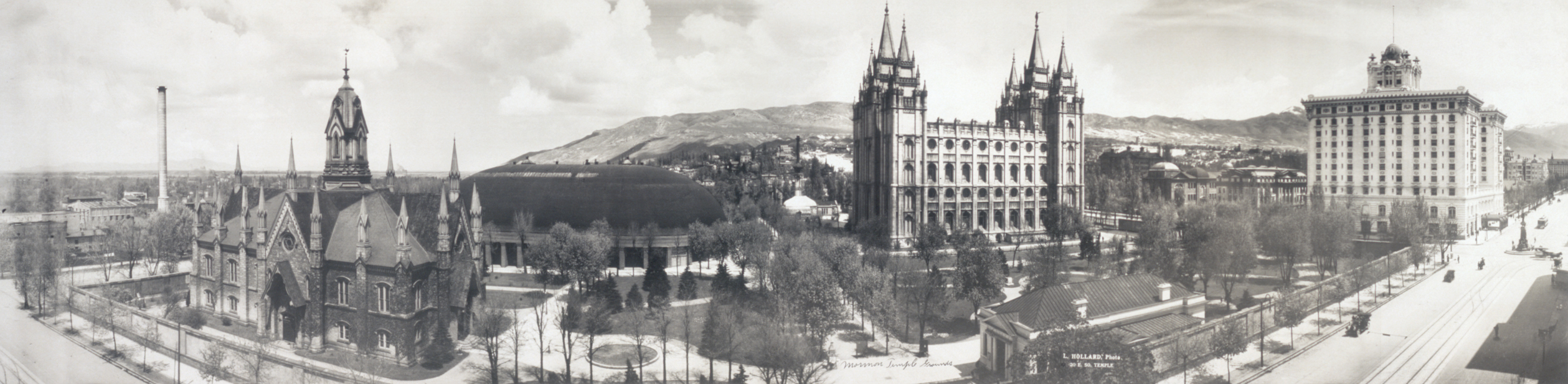
Vista de la ciudad en 1912.

En el año 1911 la ciudad eligió por primera vez a un alcalde que trabajó para mejorar las precarias infraestructuras de las que disponía. En el año 1929 la Gran Depresión la golpeó fuertemente e hizo que muchas de las 61 000 personas que por aquel entonces la habitaban, perdieran su empleo y su casa y se vieran obligados a vivir en la calle. Durante la Segunda Guerra Mundial se establecieron bases militares en la ciudad y, al finalizar la guerra, creció rápidamente recuperándose de nuevo su economía.
El siglo XX se puede definir como un período de gran crecimiento para la ciudad tanto económico como poblacional ya que al principio de siglo vivían en la ciudad unas 53 531 personas que poseían una renta per cápita de unos 200 dólares y al final del siglo vivían en la ciudad 159 936 personas con una renta per cápita de 24 000 dólares lo que supuso triplicar la población y multiplicar por 120 la renta per cápita.

### SigloXXI
Durante el siglo XXI la ciudad sigue creciendo y cambiando y el ayuntamiento de la ciudad ha dispuesto una renovación progresiva de los edificios del Distrito financiero para ayudar así a mejorar la economía de la ciudad.
También durante los últimos años el aumento de la inmigración está convirtiendo a la ciudad en una sociedad multiculturalismo en la que conviven un 15% de hispanos que ya son la minoría más importante no solo de la ciudad sino de todo el estado de Utah.

## Geografía

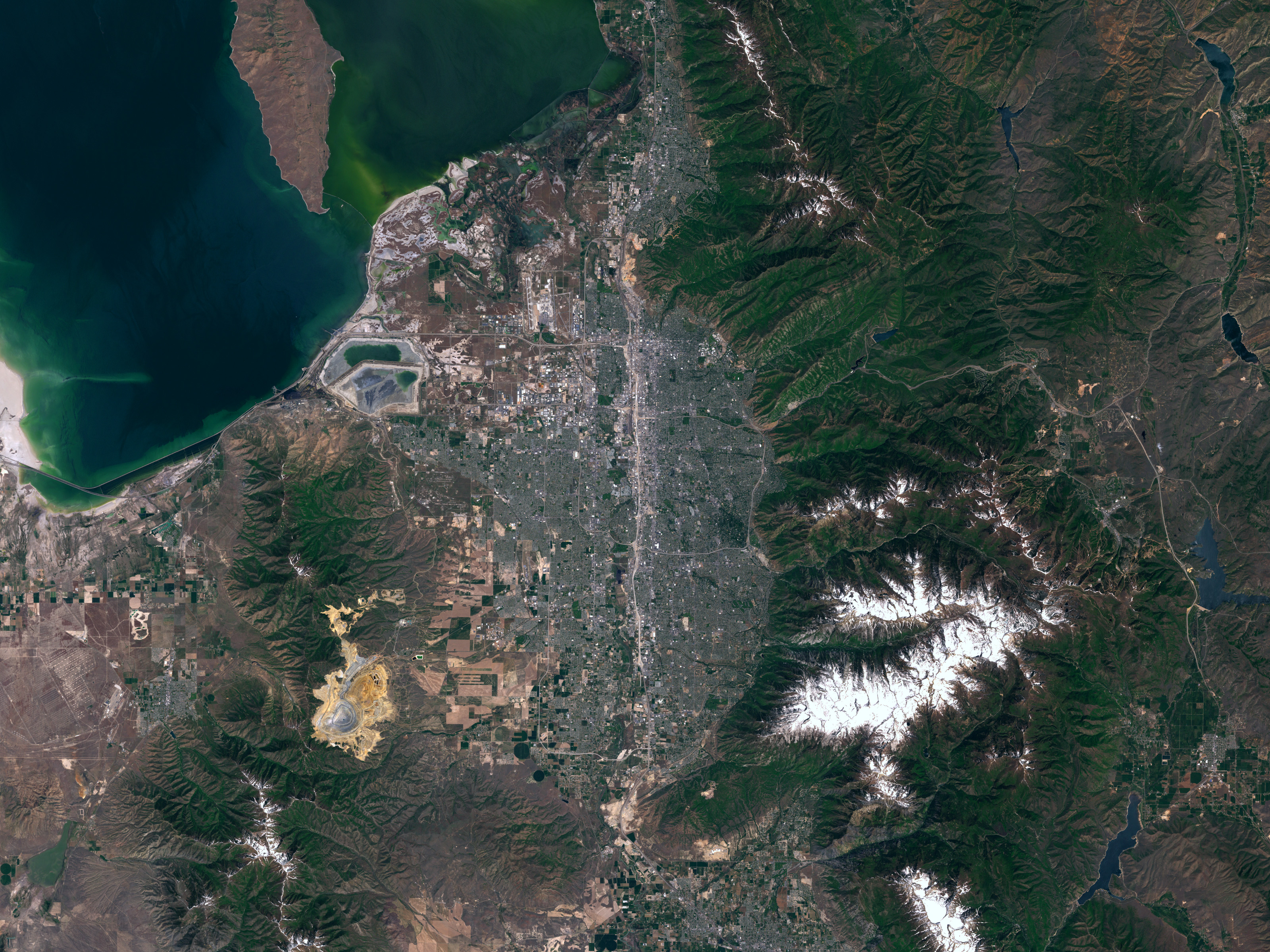
Vista satelital de la ciudad

Salt Lake City tiene una superficie total de 285,9 km² y una elevación media de 1320 m sobre el nivel del mar. El punto más bajo dentro de los límites de la ciudad es 1280 m, cerca del río Jordan y el Gran Lago Salado, y el más alto es el Grandview Peak, a 2868 m.
La ciudad está situada en la esquina noreste del valle del Lago Salado, rodeado por el Gran Lago Salado hacia el noroeste y las montañas Wasatch y Oquirrh en las fronteras oriental y occidental, respectivamente. Las montañas que la rodean tienen muchos cañones tallados, glaciares y arroyos estrechos. Entre ellos, City Creek, Emigration, Millcreek y Parley's en los límites orientales de la ciudad.
El Gran Lago Salado está separado de Salt Lake City por extensos pantanos y marismas. Las actividades metabólicas de las bacterias en el lago dan como resultado a un fenómeno conocido como "lake stink", un aroma que recuerda el olor a huevos podridos, dos o tres veces al año durante un par de horas.
El río Jordan fluye a través de la ciudad, el río sirve de drenaje al lago Utah que desemboca en el Gran Lago Salado.
La cima más alta visible desde Salt Lake City es Twin Peaks, que llega a 3454 m. Twin Peaks se encuentra al sureste de Salt Lake City, en la cordillera Wasatch. La falla de Wasatch se encuentra a lo largo de la base occidental de las montañas Wasatch y se considera suficiente como para generar un terremoto de hasta 7,5 grados. Se prevén daños catastróficos en caso de un terremoto, con daños importantes como consecuencia de la licuefacción de la arcilla y la base de arenosa del suelo, y la posible inundación permanente de partes de la ciudad por el Gran Lago Salado.
La segunda cadena montañosa más alta son los montes Oquirrh, que alcanzan una altura máxima de 3237 m en la parte más alta. Las montañas Traverse al sur se extienden a 1830 m. Las montañas cerca de Salt Lake City son fácilmente visibles desde la ciudad y tienen relieve vertical agudo, causado por terremotos antiguos, con una diferencia máxima de 2164 m.
El suelo del valle del Lago Salado es el antiguo lecho del lago Bonneville, que existía al final de la última Edad de Hielo. Varias líneas de la playa del lago Bonneville se puede ver claramente en las faldas o los bancos de las montañas cercanas.

### Clima
El clima de Salt Lake City se define como clima de estepa semiárida con cuatro estaciones distintas. El verano y el invierno son largos y la primavera y el otoño son breves.
Los veranos de la ciudad se caracterizan por su clima cálido y muy seco. El monzón llega desde el Golfo de California desde mitad de julio hasta septiembre, produciendo varias tormentas focalizadas por las tardes. Los inviernos son fríos y con muchas precipitaciones en forma de nieve. La primavera y el otoño son confortables periodos de transición entre el invierno y el verano.
| Parámetros climáticos promedio de Aeropuerto Internacional de Salt Lake City (normales 1991–2020 normals, extremos 1874–presente) | Parámetros climáticos promedio de Aeropuerto Internacional de Salt Lake City (normales 1991–2020 normals, extremos 1874–presente) | Parámetros climáticos promedio de Aeropuerto Internacional de Salt Lake City (normales 1991–2020 normals, extremos 1874–presente) | Parámetros climáticos promedio de Aeropuerto Internacional de Salt Lake City (normales 1991–2020 normals, extremos 1874–presente) | Parámetros climáticos promedio de Aeropuerto Internacional de Salt Lake City (normales 1991–2020 normals, extremos 1874–presente) | Parámetros climáticos promedio de Aeropuerto Internacional de Salt Lake City (normales 1991–2020 normals, extremos 1874–presente) | Parámetros climáticos promedio de Aeropuerto Internacional de Salt Lake City (normales 1991–2020 normals, extremos 1874–presente) | Parámetros climáticos promedio de Aeropuerto Internacional de Salt Lake City (normales 1991–2020 normals, extremos 1874–presente) | Parámetros climáticos promedio de Aeropuerto Internacional de Salt Lake City (normales 1991–2020 normals, extremos 1874–presente) | Parámetros climáticos promedio de Aeropuerto Internacional de Salt Lake City (normales 1991–2020 normals, extremos 1874–presente) | Parámetros climáticos promedio de Aeropuerto Internacional de Salt Lake City (normales 1991–2020 normals, extremos 1874–presente) | Parámetros climáticos promedio de Aeropuerto Internacional de Salt Lake City (normales 1991–2020 normals, extremos 1874–presente) | Parámetros climáticos promedio de Aeropuerto Internacional de Salt Lake City (normales 1991–2020 normals, extremos 1874–presente) | Parámetros climáticos promedio de Aeropuerto Internacional de Salt Lake City (normales 1991–2020 normals, extremos 1874–presente) |
| Mes | Ene. | Feb. | Mar. | Abr. | May. | Jun. | Jul. | Ago. | Sep. | Oct. | Nov. | Dic. | Anual |
| --- | --- | --- | --- | --- | --- | --- | --- | --- | --- | --- | --- | --- | --- |
| Temp. máx. abs. (°C) | 17.2 | 20.6 | 26.7 | 31.7 | 37.2 | 41.7 | 41.7 | 41.1 | 41.7 | 31.7 | 23.9 | 20.6 | 41.7 |
| Temp. máx. media (°C) | 3.7 | 7.1 | 12.9 | 16.6 | 22.6 | 28.9 | 34.4 | 33.2 | 27 | 18.6 | 10.4 | 3.9 | 18.3 |
| Temp. media (°C) | -0.3 | 2.6 | 7.7 | 11 | 16.4 | 22 | 27.3 | 26.2 | 20.2 | 12.6 | 5.4 | 0.1 | 12.6 |
| Temp. mín. media (°C) | -4.3 | -1.9 | 2.4 | 5.4 | 10.2 | 15.1 | 20.1 | 19.2 | 13.5 | 6.4 | 0.4 | -3.7 | 6.9 |
| Temp. mín. abs. (°C) | -30 | -34.4 | -17.8 | -10 | -3.9 | 0 | 4.4 | 2.8 | -2.8 | -10 | -25.6 | -29.4 | -34.4 |
| Precipitación total (mm) | 36.3 | 33 | 44.5 | 54.9 | 46.2 | 24.1 | 12.4 | 14.7 | 26.9 | 32 | 33.5 | 35.6 | 394.2 |
| Nevadas (cm) | 32.3 | 27.2 | 15 | 7.4 | 0.3 | 0 | 0 | 0 | 0 | 1.3 | 17.8 | 30.7 | 131.8 |
| Días de precipitaciones (≥ 0.2 mm)                                                                                                | 10.3 | 9.5 | 9.2 | 10.4 | 8.9 | 4.8 | 3.9 | 4.9 | 5.2 | 6.5 | 8.3 | 9.6 | 91.5 |
| Días de nevadas (≥ 0.2 cm) | 7.6 | 6.0 | 4.0 | 2.2 | 0.2 | 0.0 | 0.0 | 0.0 | 0.0 | 0.7 | 3.6 | 7.1 | 31.4 |
| Horas de sol | 127.4 | 163.1 | 241.9 | 269.1 | 321.7 | 360.5 | 380.5 | 352.5 | 301.1 | 248.1 | 150.4 | 113.1 | 3029.4 |
| Humedad relativa (%) | 74.0 | 69.8 | 60.2 | 53.2 | 48.7 | 41.4 | 35.9 | 38.5 | 45.6 | 55.7 | 66.3 | 74.3 | 55.3 |
| Fuente: NOAA (humedad y horas de sol 1961–1990)                                                                                   | | | | | | | | | | | | | |

## Demografía
Según datos del censo de 2010, 186 440 personas (frente a 181 743 en 2000), 75 177 casas, y 57 543 familias residían en la ciudad. Esto equivale a un 6,75% de la población de Utah, 18,11% de la población del condado de Salt Lake, y el 16,58% de la nueva población metropolitana de Salt Lake. El área dentro de los límites de la ciudad abarca el 14,2% del condado de Salt Lake. Salt Lake City es más densamente poblada que el área metropolitana que la rodea, con una densidad de población de 1049,36 hab./km².
De los 75 177 hogares en la ciudad, 27,0% tenían hijos menores de 18 años, 41,1% era parejas casadas viviendo juntas, 10,2% tienen un cabeza de familia femenina sin presencia del marido y 44,3% son otros tipos de hogares. El tamaño medio por hogar era 2,48 y el tamaño medio por familia era 3,24.
La población de Salt Lake City ha sido históricamente predominante blanca. Entre 1860 y 1950 los blancos representaban alrededor del 99% de la población de la ciudad.
El 37,0% de la población tenía un título de licenciatura o superior. El 18,5% nació en el extranjero, y otro 1,1% nació en Puerto Rico, las zonas insulares de los Estados Unidos o en el exterior de padres de estadounidenses. El 27,0% de la población habla un idioma que no sea Inglés en casa.
El área metropolitana de Salt Lake City-Ogden, que incluía los condados de Salt Lake, Davis, y Weber, tenía una población de 1 333 914 en 2000, un incremento del 24,4% desde 1990. Desde el censo de 2000, la Oficina del Censo ha añadido a los condados de Summit y Tooele al área metropolitana de Salt Lake City, pero eliminó los condados de Davis y Weber, y les designó como área metropolitana de Ogden (Utah)-Clearfield. El área estadística combinada de Salt Lake City-Ogden-Clearfield, junto con el área metropolitana de Provo-Orem, que se encuentra al sur, tiene una población total de 2 094 035 habitantes a partir del 1 de julio de 2008.
La distribución por edades de la ciudad era (a partir de 2000):
- 23,6% menores de 18 años
- 15,2% de 18 a 24
- 33,4% de 25 a 44
- 16,7% de 45 a 64
- 11,0% 65 años o más

## Educación
Muchos distritos escolares, incluyendo el Distrito Escolar de Salt Lake City, sirven Salt Lake City.

## Deportes y recreación
Los deportes de invierno como el esquí y el snowboard, son actividades populares en las montañas Wasatch al este de Salt Lake City. Ocho estaciones de esquí se encuentran a menos de 80 km de la ciudad. Alta, Brighton, Solitude y Snowbird, todas se encuentran directamente hacia el sureste, en las montañas Wasatch, mientras que cerca de Park City existen tres complejos más. La popularidad de las estaciones de esquí se ha incrementado cerca de un 29% desde los Juegos Olímpicos de invierno de 2002, y además será sede de los Juegos Olímpicos de Invierno de 2034.
Las actividades de verano como el senderismo, campin, escalada en piedras, ciclismo de montaña, así como otras actividades relacionadas al aire libre, son populares en las montañas. Los muchos embalses y ríos en las montañas Wasatch son populares para el canotaje, la pesca y otras actividades relacionadas con el agua.

### Deportes profesionales
Salt Lake City es la ciudad de los Jazz de Utah, que juegan en la National Basketball Association (NBA). El equipo se fundó en 1974 en Nueva Orleans, con el nombre de New Orleans Jazz, pero en 1979 se trasladaron a Salt Lake City, donde mantuvieron la denominación de Jazz, pese a que en Utah apenas hay tradición de ese género musical. Juegan sus partidos locales en el Vivint Smart Home Arena, anteriormente conocido como Delta Center. Son el único equipo de una de las cuatro ligas de deportes profesionales de alto nivel en el estado. El equipo ha llegado a los playoffs en 22 de las últimas 25 temporadas, por lo que está entre los más exitosos de la NBA en ese lapso de tiempo, pero aún no ha ganado ningún campeonato. Salt Lake City también tuvo un equipo de baloncesto profesional, los Utah Stars de la American Basketball Association (ABA), de 1970 a 1975.
El Real Salt Lake de la MLS fue fundado en 2005, jugando inicialmente sus partidos de local en el Rice-Eccles Stadium de la Universidad de Utah, antes de que el estadio Río Tinto fuese completado en 2008 en la vecina Sandy. El equipo ganó su primer campeonato de la MLS al derrotar al Galaxy de Los Ángeles en la Copa MLS de 2009. La ciudad también ha sido sede de varios partidos internacionales de fútbol.
| Club           | Deporte        | Liga                            | Lugar                        | Fundación | Títulos | Asistencia |
| -------------- | -------------- | ------------------------------- | ---------------------------- | --------- | ------- | ---------- |
| Real Salt Lake | Fútbol         | Major League Soccer             | Río Tinto Stadium (en Sandy) | 2005      | 1       | 19,218     |
| Utah Jazz      | Baloncesto     | National Basketball Association | EnergySolutions Arena        | 1974      | 0       | 18,680     |
| Utah Warriors  | Rugby          | Major League Rugby              | Estadio Zions Bank           | 1974      | 0       | 5000       |
| Salt Lake Bees | Béisbol        | Pacific Coast League            | Spring Mobile Ballpark       | 1994      | 0       | 7,378      |
| Utah Blaze     | Arena football | Arena Football League           | EnergySolutions Arena        | 2006      | 0       | 6,409      |
| Utah Grizzlies | Hockey         | ECHL                            | Maverik Center               | 1995      | 1       | 4,622      |

| Predecesor: Nagano | Ciudad Olímpica 2002 | Sucesor: Turín |

## Ciudades hermanadas
Salt Lake City está hermanada con las siguientes ciudades.
- Thurles, Irlanda
- Turín, Italia
- Matsumoto, Japón
- Ciudad Quezón, Filipinas
- Keelung, Taiwán
- Chernivtsi, Ucrania[23]
- Manaos, Brasil
- Sarajevo, Bosnia y Herzegovina